# 28 bolsjevikerna
De 28 bolsjevikerna, också kända som de Återvända studenterna, var en grupp kinesiska studenter som studerade vid Moskvas Sun Yat-sen-universitet från det tidiga 1920-talet till början av 1935. Universitetet grundades 1925, som en följd av Kuomintangs grundare Sun Yat-sens allians med Sovjetunionen, och döptes efter honom.
Universitetet har haft ett viktigt inflytande över modern kinesisk historia genom att många framstående kinesiska politiska figurer utbildats där. De mest berömda av dessa har kommit att kallas de 28 bolsjevikerna.

## Medlemmar
Det finns flera listor över de 28 bolsjevikerna. En innehåller 29 aktiva medlemmar, inklusive:
Wang Ming(王明) och hans hustru Mèng Qìngshù (孟庆树); Bo Gu(博古); Zhang Wentian(张闻天); Wang Jiaxiang (王稼祥); Yang Shangkun (杨尚昆); Chén Chānghào (陈昌浩) med sin hustru Dù Zuòxiáng (杜作祥); Shěn Zémín (沈泽民) och hans hustru Zhāng Qínqiū (张琴秋); Hé Kèquán (何克全) or Kǎi Fēng (凯丰); Xià Xī (夏曦); Hé Zǐshù (何子述); Shèng Zhōngliàng (盛忠亮); Wáng Bǎolǐ (王宝礼); Wáng Shèngróng (王盛荣); Wáng Yúnchéng (王云程); Zhū Āgēn (朱阿根); Zhū Zìshùn (朱自舜, female); Sūn Jìmín (孙济民); Sòng Pánmín (宋盘民); Chén Yuándào (陈原道); Lǐ Zhúshēng (李竹声); Lǐ Yuánjié (李元杰); Wāng Shèngdí (汪盛荻); Xiāo Tèfǔ (肖特甫); Yīn Jiàn (殷鉴); Yuán Jiāyōng (袁家镛), Xú Yǐxīn (徐以新). Wang Ming anses vara den som gör att listan innehåller 29 namn, eftersom det som av kritiker upplevdes som ett skiftande mellan höger- och vänsterståndpunkter ibland ledde till att gruppen betecknades som de "28 och en halv bolsjevikerna".

## Fotnoter
1. ↑  Thomas Kampen (2000) Mao Zedong, Zhou Enlai and the Evolution of the Chinese Communist Leadership. Köpenhamn: NIAS. s 17
2. ↑  Lily Xiao Hong Lee, Sue WilesSummary (1999). Women of the Long March. Allen & Unwin. sid. 123. ISBN 1-86448-569-8. http://books.google.com/books?id=PkVVaQe7uhoC&pg=PA123&dq=%2228+Bolsheviks%22&ie=ISO-8859-1&output=html
3. ↑  J. Werner Beat Back the Dogmato-Revisionist Attack on Mao Tsetung Thought, marxists.org, Hämtad 30 oktober 2012